# Andrzej (książę Yorku)
Andrzej, książę Yorku (Andrew Albert Christian Edward; ur. 19 lutego 1960 w Pałacu Buckingham w Londynie) – książę Zjednoczonego Królestwa Wielkiej Brytanii i Irlandii Północnej z dynastii Windsorów, książę Yorku, syn królowej Elżbiety II i jej męża, Filipa, księcia Edynburga; znajduje się w linii sukcesji brytyjskiego tronu.
Andrzej urodził się w Londynie jako trzecie dziecko, a drugi syn Filipa, księcia Edynburga i Elżbiety II, królowej Zjednoczonego Królestwa.
W 1977 ukończył szkołę średnią Gordonstoun w Moray w Szkocji. Nie podjął studiów, ale wstąpił do Britannia Royal Naval College w Darmouth w Anglii.
W 1986 poślubił Sarę Ferguson, z którą ma dwoje dzieci: księżniczkę Beatrycze (ur. 1988) i księżniczkę Eugenię (ur. 1990). Małżeństwo zakończyło się rozwodem w 1996.
Od urodzenia nosił tytuł Jego Królewskiej Wysokości Księcia Andrzeja. W dniu ślubu otrzymał od matki tytuły księcia Yorku, hrabiego Inverness i barona Killyleagh.
W 1979 wstąpił do Royal Navy, a w 1982 wziął udział w brytyjskiej operacji wojskowej wyzwolenia wysp Falklandzkich po inwazji Argentyny. Od 2015 posiada rangę admirała floty. Zaangażowany był w działalność publiczną i charytatywną. Reprezentował swoją matkę w oficjalnych wystąpieniach i patronował ponad dwustu wybranym organizacjom. 20 listopada 2019 ogłosił wycofanie się z życia publicznego po tym, gdy udzielił kontrowersyjnego wywiadu na temat swojej przyjaźni z oskarżonym o przestępstwa seksualne Jeffreyem Epsteinem.
Poprzez swojego przodka, Jana Wilhelma Friso, księcia Oranii, spokrewniony jest ze wszystkimi rodzinami królewskimi i książęcymi panującymi w Europie.
Mieszka w Royal Lodge w Windsorze.

## Powiązania rodzinne i edukacja
Książę Andrzej urodził się 19 lutego 1960 w Belgijskim Apartamencie Pałacu Buckingham w Londynie.
Jego rodzicami są Filip, książę Edynburga, potomek greckiej oraz duńskiej rodziny królewskiej i jego żona, Elżbieta II, królowa Zjednoczonego Królestwa, pochodząca z brytyjskiej dynastii Windsorów.
Jego dziadkami byli ze strony ojca Andrzej, książę Grecji i Danii i jego żona, Alicja z dynastii Battenbergów; natomiast ze strony matki Jerzy VI, król Zjednoczonego Królestwa, cesarz Indii i jego małżonka, Elżbieta, królowa-matka, urodzona jako lady Bowes-Lyon.
Ma dwóch braci: Karola III, króla Zjednoczonego Królestwa i Edwarda, księcia Edynburga oraz siostrę, Annę, księżniczkę królewską.
Książę otrzymał imiona: Andrzej (na cześć dziadka ze strony ojca), Albert (na cześć dziadka ze strony matki), Krystian i Edward (imiona popularne w brytyjskiej rodzinie królewskiej).
Został ochrzczony w wierze anglikańskiej w Komnacie Muzycznej Pałacu Buckingham 8 kwietnia 1960. Ceremonii przewodniczył Geoffrey Fisher, arcybiskup Canterbury. Rodzicami chrzestnymi księcia zostali: Henryk, książę Gloucester (brat dziadka ze strony matki), księżniczka Aleksandra z Kentu (później lady Ogilvy, stryjeczna siostra matki), Hugh FitzRoy, hrabia Euston (później 11. książę Grafton, daleki krewny ze strony matki), John Elphinstone, 17. lord Elphinstone (cioteczny brat matki) i Georgina, pani Harold Philips (przyjaciółka matki).

### Edukacja
Zgodnie z ówczesną tradycją, początkowe etapy edukacji księcia obejmowały domowe lekcje, prowadzone przez guwernantkę. Pierwszą szkołą, do jakiej uczęszczał, była Heatherdown School nieopodal Ascot w Berkshire. Następnie był uczniem prywatnej szkoły Gordonstoun w północnej Szkocji, którą ukończył w 1977, podobnie jak jego ojciec i bracia. Nie podjął studiów, wybierając zamiast tego karierę wojskową.

### Dzieci chrzestne
- Zara Anne Elizabeth Phillips (ur. 1981), córka Marka Phillips i księżniczki królewskiej Anny;
- lord Edward Artur Gerald Innes-Kerr (ur. 1984), syn 10. księcia i księżnej Roxbourghe;
- książę Henry Charles Albert David z Walii (ur. 1984), syn księcia i księżnej Walii;
- Tatiana Walker (ur. 1997), córka Koo Stark;
- lord Edward John Robin Stanley (ur. 1998), syn 19. hrabiego i hrabiny Derby.

## Kariera militarna
W listopadzie 1978 biuro rodziny królewskiej poinformowało, że książę Andrzej zamierza wstąpić do Royal Navy. Służył na lotniskowcu HMS "Invincible" jako pilot śmigłowca, m.in. podczas wojny o Falklandy-Malwiny. Powrócił do Anglii we wrześniu 1982 r.
W październiku 1983 The Montreal Gazette poinformował, że wojskowy rząd argentyński planował przeprowadzenie zamachu na Andrzeja z wykorzystaniem okrętu podwodnego w okolicach wyspy Mustique w 1982 r.

## Członek rodziny królewskiej
Jako syn brytyjskiego monarchy, Andrzej uprawniony jest do używania tytułu Jego Królewskiej Wysokości Księcia Andrzeja. Dodatkowo od dnia ślubu przysługują mu tytuły księcia Yorku, hrabiego Inverness i barona Killyleigh. Od urodzenia wpisany jest do linii sukcesji brytyjskiego tronu.
Do 2019 regularnie reprezentował królową Elżbietę II w czasie oficjalnych wystąpień. Zaangażowany był w działalność charytatywną. Odbył wiele podróży dyplomatycznych zagranicznych w imieniu monarchy.
21 listopada 2011 został Rycerzem Krzyża Wielkiego Królewskiego Orderu Wiktoriańskiego.
Został sportretowany w serialu komediowym The Windsors (2016–2018), w rolę księcia Andrzeja wcielił się Tim Wallers.

### Działalność społeczna, naukowa i charytatywna
Społeczna Inicjatywa Księcia Yorku powstała w 1998, po jego wizycie w Yorku. Jej zadaniem jest mobilizowanie ludzi do wspólnego rozwiązywania problemów, z jakimi zmagają się ich społeczności.
W 2001 rozegrano pierwszą edycję Pucharu Mistrzów i Stypendystów imienia Księcia Yorku, w którym rywalizują golfiści.
25 stycznia 2007 uczestniczył w Światowym Forum Ekonomicznym w Davos.
W 2012 powołał wraz ze swoją rodziną Key to Freedom. Celem organizacji jest pomoc kobietom we własnym rozwoju tak, by stawały się ekonomicznie niezależne.
Od 2013 patronuje Nagrodzie Księcia Yorku dla Nowych Przedsiębiorców Roku i Nagrodzie Księcia Yorku dla Przedsiębiorców (przyznawanej studentom).
W 2014 książę założył Pitch@Palace, organizację wspierającą młodych ludzi, pragnących rozwijać swoje kariery zawodowe jako przedsiębiorcy. Jest to jedyna organizacja, którą Andrzej obiecał wspierać pomimo wycofania się z publicznych obowiązków. Wydarzenia z listopada 2019 spowodowały jednak, że trzydziestu pięciu sponsorów Pirch@Palace odmówiło dalszej współpracy z księciem. W kolejnych dniach książę Yorku ogłosił zakończenie swojej współpracy z tym projektem.
Nagroda Księcia Yorku za Edukację Techniczną ustanowiona została, by nagradzać osiągnięcia studentów w dziedzinach technicznych. Przyznaje się medale złoty, srebrny i brązowy, w zależności od uzyskanych wyników naukowych.
Od 2017 przyznawana jest iDEA – Nagroda Księcia Yorku dla Inspirujących Przedsiębiorstw Cyfrowych.

### Oficjalne wizyty zagraniczne
W 1977 odbył dyplomatyczną podróż do Kanady.
W kwietniu 1984 udał się z oficjalną pięciodniową wizytą do Los Angeles.
W lutym 1988 wraz z żoną przebywał w Stanach Zjednoczonych, gdzie reprezentował królową w publicznych wystąpieniach.
W listopadzie 1988 para książęca poleciała z wizytą do Australii.
We wrześniu 2002 reprezentował królową w czasie dwudniowego pobytu w Filadelfii.
W listopadzie 2010 uczestniczył w dyplomatycznym wyjeździe do Omanu.
W 2012 złożył oficjalną wizytę w Indiach w ramach obchodów 60-lecia panowania królowej Elżbiety II.
W październiku 2012 reprezentował matkę w czasie oficjalnej wizyty w Anglii prezydenta Indonezji.
W maju 2013 w imieniu królowej spotkał się w Wielkiej Brytanii z prezydentem Zjednoczonych Emiratów Arabskich.
W listopadzie 2013 gościł w Londynie prezydenta Republiki Korei.
W październiku 2015 uczestniczył w dyplomatycznej wizycie w Wielkiej Brytanii prezydenta i pierwszej damy Chin.
W maju 2019 przebywał z oficjalną wizytą w imieniu królowej w Korei Południowej.

### Związki z innymi rodzinami królewskimi
Książę spokrewniony jest ze wszystkimi rodzinami królewskimi i książęcymi w Europie.

### Media
9 grudnia 2016 książę Yorku wydał oświadczenie, w którym zaprzeczył nagłośnionemu przed media konfliktowi pomiędzy nim a jego starszym bratem, księciem Walii. Rzekomy spór miał dotyczyć tego, że książę Andrzej zażądał, aby przyszli mężowie jego córek otrzymali tytuły hrabiowskie, podczas gdy książę Walii dąży do ograniczenia liczby tytułowanych członków rodziny królewskiej do osób, które są bezpośrednimi sukcesorami królowej.
Książę prowadzi publiczne konta na Instagramie, Facebooku, Twitterze, LinkedIn i YouTube, posiada również własną stronę internetową.
14 listopada 2019 dziennikarka Emily Maitlis przeprowadziła w Pałacu Buckingham wywiad z księciem Andrzejem, którego tematem była jego znajomość z Jeffreyem Epsteinem. Rozmowę wyemitowano w programie Newsnight 16 listopada. Kontrowersyjna rozmowa spotkała się z krytyką księcia ze strony mediów i opinii publicznej, a w efekcie doprowadziła do wycofania się go z życia publicznego kilka dni później.

### Patronaty
Książę Andrzej patronował około 200 organizacjom związanym między innymi ze sportem, ekonomią, sztuką, działalnością charytatywną. 24 listopada 2019 poinformował za pośrednictwem Pałacu Buckingham, że rezygnuje ze współpracy ze wszystkimi tymi organizacjami.
Poniżej wymieniono wybrane patronaty księcia Yorku:
- English National Ballet – patronował do 2003 do 2019[35];
- Hunstanton Golf Club – patronował od 1996 do 2019;
- London Metropolitan University – 22 listopada 2019 ogłosił zakończenie współpracy z księciem z efektem natychmiastowym[36];
- Outward Bound Trust – patronował od marca 2019, zastępująca swojego ojca; zrezygnował z funkcji w listopadzie 2019[37];
- Royal Cinque Ports Golf Club – książę patronuje od 2002, zastąpił w tej działalności swoją babkę, królową Elżbietę; w 2019 klub wyraził chęć dalszej współpracy z Andrzejem[38];
- Royal Norwich Golf Club – patronował od 2013 do 2019[39];
- Royal Philharmonic Orchestra – patron od 2003[40], 23 listopada 2019 przedstawiciele orkiestry wydali oświadczenie o rezygnacji księcia z pełnionej funkcji[41].

### Wycofanie z życia publicznego
20 listopada 2019 biuro Andrzeja wydało oświadczenie, w którym książę Yorku ogłosił wycofanie się z życia publicznego i zaprzestanie pełnienia obowiązków w imieniu korony na czas nieokreślony. Decyzję uzasadnił niekorzystnymi okolicznościami, które są skutkiem jego znajomości z Jeffreyem Epsteinem, amerykańskim przestępcą seksualnym. Królowa wyraziła zgodę na takie posunięcie, a książę obiecał pomoc służbom w rozwiązaniu wątpliwości związanych z tą sprawą.
Organizacje, którym patronował książę, w większości opowiedziały się za zakończeniem współpracy z nim. W ciągu kolejnych dni oficjalne oświadczenia wydały między innymi Royal Philharmonic Orchestra, Uniwersytet Huddersfield i London Metropolitan University. Szereg sponsorów wycofał się z dalszego wspierania prywatnego projektu księcia, Pitch@Palace. Andrzej, który zamierzał kontynuować swoją działalność w tej inicjatywie, zmuszony był do rezygnacji z funkcji. Ogłosił to 22 listopada.
Andrzej nie będzie dłużej otrzymywał uposażenia przysługującego aktywnie działającym członkom rodziny królewskiej.
21 listopada mieszkańcy Inverness wystosowali petycję do królowej, w której poprosili o pozbawienie Andrzeja tytułu hrabiego Inverness.
22 listopada prywatne biura księcia zostały usunięte z Pałacu Buckingham. Królowa odwołała planowane na luty 2020 przyjęcie z okazji 60. urodzin syna.
Książę Yorku nie wziął udziału w bankiecie wydanym dla goszczących w Pałacu Buckingham przywódców państw, który organizowała jego matka pod koniec listopada.
10 stycznia 2020 jego prywatna sekretarka Amanda Thirsk zakończyła pracę w biurze księcia.

## Życie prywatne
W lutym 1981 poznał Koo Stark, amerykańską fotograf i aktorkę, z którą związał się przed swoim udziałem w wojnie o Falklandy. Para rozstała się w 1983, a oficjalną przyczyną było nadmierne zainteresowanie i presja ze strony dziennikarzy, mediów i pałacu. W 1997 książę został ojcem chrzestnym córki Stark, Tatiany.
W 1984 spotykał się z Catherine Rabett, angielską modelką.
W 1985, podczas przyjęcia w Zamku Floors w Szkocji, odnowił relację z Sarą Ferguson, którą znał jeszcze z dzieciństwa. Sara jest córką majora Ronalda Fergusona i jego pierwszej żony, Susan Wright. 19 lutego 1986 Andrzej oświadczył się swojej partnerce, a zaręczyny ogłoszono oficjalnie 17 marca.
Ślub pary miał miejsce 23 lipca 1986 w Opactwie Westminsterskim w Londynie. Książę otrzymał od matki tytuły księcia Yorku, hrabiego Inverness i barona Killyleagh. Ceremonii, która trwała 45 minut, przewodniczył Robert Runcie, arcybiskup Canterbury. Funkcję świadka pełnił młodszy brat pana młodego, książę Edward. Małżonkowie spędzili miesiąc miodowy na Azorach oraz pływając po Oceanie Atlantyckim na pokładzie promu Britannia.
W styczniu 1988 ogłoszono pierwszą ciążę księżnej Yorku, w czasie której u Sary rozpoznano nadciśnienie tętnicze. 8 sierpnia w Portland Hospital w Londynie urodziła się córka pary, księżniczka Beatrycze Elżbieta Maria.
W 1989 poinformowano, że para książęca oczekuje narodzin swojego drugiego dziecka. księżniczka Eugenia Wiktoria Helena przyszła na świat w Portland Hospital 23 marca 1990.
19 marca 1992, w dniu szóstej rocznicy zaręczyn pary, Pałac Buckingham w oficjalnej wiadomości przekazał, że książę i księżna Yorku podjęli decyzję o separacji. Do rozpadu małżeństwa miały przyczynić się częste wyjazdy księcia w związku z jego służbą w Royal Navy, a także niezdrowe zainteresowanie mediów życiem księżnej. Dodatkowo w sierpniu 1992 prasa opublikowała zdjęcia księżnej topless w towarzystwie biznesmena Johna Bryana. Rozwód pary sfinalizowano 30 maja 1996. Uzgodniono wspólną opiekę nad córkami pary, dodatkowo Sara utraciła predykat Jej Królewskiej Wysokości, ale zachowała tytuł księżnej Yorku (do momentu jej ewentualnego kolejnego małżeństwa).
Andrzej i Sara pozostają w przyjacielskiej relacji. Kobieta nadal mieszka w posiadłości byłego męża, Royal Lodge. Często towarzyszy swoim córkom i Andrzejowi w wystąpieniach związanych z działalnością rodziny królewskiej.
10 marca 2014 Pałac Buckingham oficjalnie zaprzeczył, że książę jest zaręczony z modelką Moniką Jakisić.
9 lutego 2021 urodził się jego pierwszy wnuk, August Brooksbank.

## Kontrowersje

### Znajomość z Jeffreyem Epsteinem
Miał poznać amerykańskiego finansistę Jeffreya Epsteina w 1999 poprzez Ghislaine Maxwell, ówczesną partnerkę życiową Epsteina i koleżankę księcia z czasów uniwersyteckich. W lutym tego samego roku poleciał prywatnym odrzutowcem Epsteina z jednej z jego posiadłości na Wyspach Dziewiczych na Florydę. Na pokładzie towarzyszyła mu Anna Małowa, która została niedługo później skazana za przestępstwa narkotykowe; informację jako pierwszy opublikował The New York Times w sierpniu 2019. Redakcja Daily Mail w 2015 ujawniła księgi pokładowe, z których wynikało, że Epstein w marcu 1998 wykorzystał swój samolot, by spotkać się z byłą żoną Andrzeja, Sarą, i jego córkami.
Epstein i Maxwell w czerwcu 2000 byli gośćmi przyjęcia zorganizowanego przez królową Elżbietę II m.in. z okazji 40. urodzin Andrzeja. Książę w rozmowie z BBC oświadczył, że Maxwell otrzymała zaproszenie w jego imieniu, a nie rodziny królewskiej, zaś Epstein przyszedł na uroczystość jako jej osoba towarzysząca. W tym samym roku książę wielokrotnie fotografowany był z Maxwell w czasie różnych wydarzeń społecznych. W grudniu 2000 zorganizował dla niej urodzinowe przyjęcie w Sandringham, gdzie wśród gości pojawił się Epstein. Wyruszył z nią także w kilka prywatnych wyjazdów np. do Tajlandii i na Florydę (w niektórych towarzyszył im Epstein). Potwierdził, że do podróży korzystał z prywatnych samolotów Epsteina, a także przebywał w jego posiadłościach na Florydzie, w Nowym Jorku i Palm Beach, w tym na jego prywatnej wyspie.
W 2005 rodzice 14-letniej dziewczynki z Florydy zgłosili na policję, że Epstein molestował dziecko w czasie jej pobytu w jego domu w Palm Beach. Finansita został oskarżony o płacenie nastoletnim dziewczynom w zamian za współżycie w latach 2002–2005 w jego posiadłościach na Florydzie i Manhattanie. W 2008 został skazany za współudział w prostytucji nieletnich na 18 miesięcy pozbawienia wolności, ale został uwolniony po trzynastu miesiącach. W lipcu 2006 był jednym z gości w czasie maskowego balu urodzinowego księżniczki Beatrycze, gdzie był osobą towarzyszącą Maxwell. Andrzej stwierdził, że nie wiedział, że w tym czasie prowadzone było dochodzenie przeciwko Epsteinowi.
W grudniu 2010 został sfotografowany w czasie rozmowy z Epsteinem w Central Parku w Nowym Jorku; media wówczas po raz pierwszy poinformowały o ich znajomości. Andrzej oświadczył, że poleciał do Ameryki, aby zakończyć ich znajomość, która wydawała mu się być niestosowna wobec zaistniałych okoliczności. Ujawniono również zdjęcia dowodzące, że w czasie tej wizyty przebywał w mieszkaniu Epsteina, do którego miało przychodzić „wiele młodych dziewcząt” – Andrzej zaprzeczył temu w wywiadzie w 2019, mówiąc, że „nigdy ich nie widział”. Sprawę pogorszyło wyznanie księżnej Yorku Sary, która powiedziała, że przyjęła 15 tysięcy funtów od Epsteina, przeznaczając je na spłatę swoich długów.
Coraz bardziej krytykowany przez opinię publiczną w 2011 zrezygnował z funkcji UK trade envoy oraz poinformował, że zakończył wszelkie kontakty z Epsteinem i że ich żałuje.
Virginia Roberts w styczniu 2015 założyła w Stanach Zjednoczonych sprawę z powództwa cywilnego, w której oskarżyła Epsteina, że płacił jej za to, żeby, będąc jeszcze nastolatką, współżyła z Andrzejem. Roberts stwierdziła, że kazano jej robić „cokolwiek książę zażąda”, grożąc jej śmiercią lub prześladowaniem. Według kobiety, do stosunków wbrew jej woli miało dojść trzykrotnie w latach 2001–2002 w Londynie, Nowym Jorku i na Wyspach Kanaryjskich. Pałac Buckingham zaprzeczył oskarżeniom przeciwko Andrzejowi. Książę w listopadzie 2019 odniósł się do oskarżeń, twierdząc że nie pamięta, aby kiedykolwiek spotkał Roberts, a feralnego dnia (w marcu 2001) miał zabrać swoją starszą córkę na pizzę. Na niekorzyść Andrzeja miało przemawiać zdjęcie, opublikowane przez media, zrobione w domu Epsteina w marcu 2001, na którym książę obejmuje Roberts w talii. Przyjaciele księcia ocenili fotografię jako podrobioną.
Johanna Sjoberg w tym samym okresie oskarżyła Andrzeja o to, że w 2001 miał dotykać jej piersi, kiedy siedzieli razem na kanapie w posiadłości Epsteina. Sędzia opublikował dokumenty w tej sprawie w sierpniu 2019.
Epstein w lipcu 2019 został aresztowany w Nowym Jorku pod zarzutem przestępstw seksualnych, a jego proces zaplanowany był na rok 2020; w przypadku udowodnienia winy groziło mu 45 lat więzienia. Epstein stwierdził, że jest niewinny. 10 sierpnia popełnił samobójstwo w swojej celi w Metropolitan Correctional Center w Nowym Jorku.
Andrzej 14 listopada 2019 udzielił w Pałacu Buckingham wywiadu dla programu Newsnight w BBC, odpowiadając na pytania dotyczące Epsteina. Rozmowa spotkała się z negatywnym przyjęciem ze strony prasy i opinii publicznej, a kolejne organizacje, którym patronował, informowały o zakończeniu współpracy z nim. Wywiad uznano za jeden z największych skandali związanych z rodziną królewską od czasu śmierci księżnej Diany. Swoje wsparcie dla byłego męża po emisji wywiadu publicznie wyraziła księżna Yorku.
20 listopada 2019 Andrzej ogłosił, że w związku z zaistniałą sytuacją wycofuje się z pełnienia oficjalnych obowiązków na czas nieokreślony i za zgodą królowej.
26 listopada 2019 Roberts zamieściła na Twitterze wpis, w którym stwierdziła, że Andrzej i Ghislaine Maxwell „powinni zostać zamknięci, a klucz powinno się wyrzucić”. Tego samego dnia Yorkshire Air Ambulance zakończył współpracę z Andrzejem.
Scotland Yard potwierdził 29 listopada 2019, że nie będzie przeprowadzał śledztwa w sprawie kolejnych oskarżeń wobec księcia Yorku, uznając sprawę za rozstrzygniętą w 2015.
2 grudnia 2019 telewizja BBC wyemitowała wywiad z Roberts, która stwierdziła, że Andrzej był świadkiem molestowania przez Epsteina pięciu innych kobiet. Pałac Buckingham w odpowiedzi zaprzeczył, jakoby książę miał jakikolwiek kontakt seksualny lub fizyczny z Roberts. Mimo to 6 grudnia do prawników reprezentujących ofiary Epsteina zgłosiła się kobieta, która oskarżyła księcia o gwałt. Tego samego dnia w czasie pełnienia swoich oficjalnych obowiązków księżniczka Beatrycze odniosła się do sprawy swojego ojca.
16 stycznia 2020 Home Office zarekomendował "znaczne zmniejszenie ochrony" księcia. 28 stycznia brytyjski prawnik Geoffrey Berman oświadczył, że Andrzej, pomimo obietnic, nie współpracuje z prokuratorami federalnymi ani FBI. Prawnicy Andrzeja skomentowali, że przynajmniej trzy razy oferował swoje zeznania jako świadek, ale nie został do nich dopuszczony przez Departament Sprawiedliwości.
Andrzej w marcu 2020 zatrudnił specjalistę od wizerunku, Marka Gallaghera. W czerwcu ujawniono, że księciem interesują się amerykańscy śledczy w sprawie kryminalnej i wystąpiono o możliwość jego przesłuchania. W lipcu po aresztowaniu Ghislaine Maxwell pod zarzutami molestowania nieletnich, handlu ludźmi i krzywoprzysięstwa zrezygnował z planowanej podróży do Hiszpanii w obawie przed aresztowaniem i ekstradycją do Stanów Zjednoczonych.

### Oskarżenia o rasizm
W listopadzie 2019 Jacqui Smith, była szefowa resortu spraw wewnętrznych z Partii Pracy, oskarżyła księcia o to, że podczas bankietu w Pałacu Buckingham w 2007, w czasie którego goszczono saudyjską rodzinę królewską, wypowiadał komentarze rasistowskie pod adresem Arabów. Książę miał użyć określenia nigger (czarnuch), „wprawiając wszystkich w niedowierzanie”. Rzecznik rodziny królewskiej zdementował doniesienia, podając, że książę wykonał ogromną ilość pracy w regionie Bliskiego Wschodu przez lata i nie toleruje żadnej formy rasizmu.

### Zadłużenie
W maju 2020 rozpoczęła się sprawa sądowa o to, że książę i jego była żona nie zapłacili w terminie 5 milionów funtów za zakup domku w szwajcarskim Verbier. Spekulowano, że królowa zaangażuje się w pomoc synowi i spłaci jego dług, ale 1 czerwca jej rzecznik zaprzeczył tym informacjom.

## Genealogia
W linii męskiej należy do królewskiej dynastii Glücksburgów, młodszej linii Oldenburgów; formalnie natomiast jest członkiem dynastii Windsorów.
Po mieczu jest prawnukiem Jerzego I, króla Greków, a przez to praprawnukiem Chrystiana IX, króla Danii, znanego jako „ojciec Europy” lub „teść Europy” ze względu na międzydynastyczne małżeństwa jego dzieci, które skutkowały potomstwem w niemalże wszystkich rodzinach panujących na kontynencie.
Jednym z jego pradziadków (ze strony ojca) był Ludwik Mountbatten, 1. markiz Milford Haven, admirał floty, który poślubił wnuczkę królowej Wiktorii. Mountbatten urodził się jako książę z Battenbergów, ale w 1917 zmienił swoje nazwisko na jego angielskojęzyczną wersję, Mountbatten, aby zatrzeć swoje niemieckie korzenie. W 1947 jego wnuk, książę Filip, przyjął to nazwisko przed swoim ślubem z późniejszą królową Elżbietą II. Obecnie jest to jedno z dwóch nazwisk, używanych w razie konieczności przez członków brytyjskiej rodziny królewskiej (wraz z drugim członem, Windsor).
Ze strony matki książę Andrzej jest potomkiem brytyjskich monarchów, w tym króla Jerzego VI i królowej Wiktorii. Jego ojciec i matka są ze sobą spokrewnieni.

### Przodkowie
| Osoba                 | Rodzice                                      | Dziadkowie                                | Pradziadkowie                                        | Prapradziadkowie                                                                     |
| --------------------- | -------------------------------------------- | ----------------------------------------- | ---------------------------------------------------- | ------------------------------------------------------------------------------------ |
| Andrzej, książę Yorku | Filip, książę Edynburga                      | Andrzej, książę Grecji i Danii            | Jerzy I, król Hellenów                               | Chrystian IX, książę Szlezwiku-Holsztynu, król Danii oraz książę Saksonii-Lauenburga |
| Andrzej, książę Yorku | Filip, książę Edynburga                      | Andrzej, książę Grecji i Danii            | Jerzy I, król Hellenów                               | Luiza, księżniczka Hesji-Kassel, królowa Danii                                       |
| Andrzej, książę Yorku | Filip, książę Edynburga                      | Andrzej, książę Grecji i Danii            | Olga, królowa Grecji, wielka księżna Rosji           | Konstanty Romanow, wielki książę Rosji                                               |
| Andrzej, książę Yorku | Filip, książę Edynburga                      | Andrzej, książę Grecji i Danii            | Olga, królowa Grecji, wielka księżna Rosji           | Aleksandra z Saksonii-Altenburga                                                     |
| Andrzej, książę Yorku | Filip, książę Edynburga                      | Alicja, księżna Grecji i Danii            | Ludwik Mountbatten, 1. markiz Milford Haven          | Aleksander z Hesji-Darmstadt, książę Hesji i Renu                                    |
| Andrzej, książę Yorku | Filip, książę Edynburga                      | Alicja, księżna Grecji i Danii            | Ludwik Mountbatten, 1. markiz Milford Haven          | Julia Hauke herbu Bosak                                                              |
| Andrzej, książę Yorku | Filip, książę Edynburga                      | Alicja, księżna Grecji i Danii            | Wiktoria, markiza Milford Haven                      | Ludwik IV, wielki książę Hesji                                                       |
| Andrzej, książę Yorku | Filip, książę Edynburga                      | Alicja, księżna Grecji i Danii            | Wiktoria, markiza Milford Haven                      | Alicja Koburg, księżniczka Zjednoczonego Królestwa, wielka księżna Hesji i Renu      |
| Andrzej, książę Yorku | Elżbieta II, królowa Zjednoczonego Królestwa | Jerzy VI, król Zjednoczonego Królestwa    | Jerzy V, król Zjednoczonego Królestwa                | Edward VII, król Zjednoczonego Królestwa                                             |
| Andrzej, książę Yorku | Elżbieta II, królowa Zjednoczonego Królestwa | Jerzy VI, król Zjednoczonego Królestwa    | Jerzy V, król Zjednoczonego Królestwa                | Aleksandra Duńska, księżniczka Danii i królowa Zjednoczonego Królestwa               |
| Andrzej, książę Yorku | Elżbieta II, królowa Zjednoczonego Królestwa | Jerzy VI, król Zjednoczonego Królestwa    | Maria, królowa Zjednoczonego Królestwa               | Franciszek Teck, hrabia von Hohenstein, później książę von Teck                      |
| Andrzej, książę Yorku | Elżbieta II, królowa Zjednoczonego Królestwa | Jerzy VI, król Zjednoczonego Królestwa    | Maria, królowa Zjednoczonego Królestwa               | Maria Adelajda Hanowerska, księżniczka Cambridge, księżna Teck                       |
| Andrzej, książę Yorku | Elżbieta II, królowa Zjednoczonego Królestwa | Elżbieta, królowa Zjednoczonego Królestwa | Claude Bowes-Lyon, 14. hrabia Strathmore i Kinghorne | Claude Bowes-Lyon, 13. hrabia Strathmore i Kinghorne                                 |
| Andrzej, książę Yorku | Elżbieta II, królowa Zjednoczonego Królestwa | Elżbieta, królowa Zjednoczonego Królestwa | Claude Bowes-Lyon, 14. hrabia Strathmore i Kinghorne | Frances Bowes-Lyon                                                                   |
| Andrzej, książę Yorku | Elżbieta II, królowa Zjednoczonego Królestwa | Elżbieta, królowa Zjednoczonego Królestwa | Cecilia Bowes-Lyon, hrabina Strathmore i Kinghorne   | Charles Cavendish-Bentinck                                                           |
| Andrzej, książę Yorku | Elżbieta II, królowa Zjednoczonego Królestwa | Elżbieta, królowa Zjednoczonego Królestwa | Cecilia Bowes-Lyon, hrabina Strathmore i Kinghorne   | Louisa Cavendish-Bentinck                                                            |

### Potomkowie
| Dzieci                                                    | Wnuki                                                                    | Prawnuki |
| księżniczka Beatrycze, pani Edoardo Mapelli-Mozzi (1988–) | Sienna Mapelli-Mozzi (2021-) Athena Elisabeth Rose Mapelli mozzi (2025)- |          |
| księżniczka Eugenia, pani Jack Brooksbank (1990-)         | August Brooksbank (2021-) Ernest Brooksbank (2023-)                      |          |